# His Wife's Child
His Wife's Child è un cortometraggio muto del 1913 diretto da Harry Solter.
È il debutto cinematografico per Percy Standing, un trentunenne attore inglese.

## Trama
Una giovane supera una terribile infanzia e, ormai grande, raddrizza un vecchio torto.

## Produzione
Il film fu prodotto dalla Victor Film Company.

## Distribuzione
Distribuito dall'Universal Film Manufacturing Company, il film - un cortometraggio in due bobine - uscì nelle sale cinematografiche statunitensi il 14 novembre 1913.